# Forest (Ohio)
Forest è un villaggio degli Stati Uniti d'America, situato nello stato dell'Ohio, diviso tra la contea di Hardin e la contea di Wyandot.